# 斐迪南一世 (莱昂与卡斯蒂利亚)

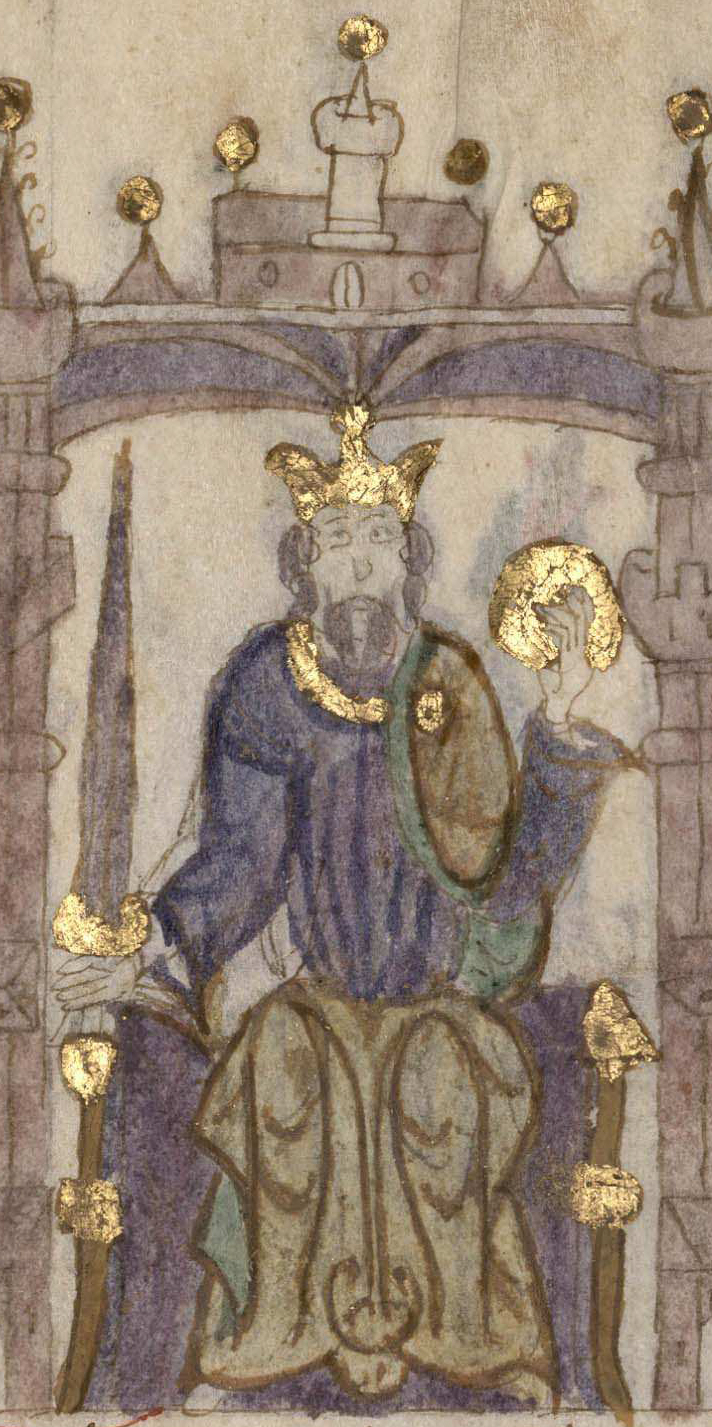
斐迪南一世

斐迪南一世 （西班牙語：Fernando I，1017年—1065年6月24日，又譯費南多一世），史稱大帝（el Magno），是納瓦拉的桑乔三世和卡斯蒂利亞的瑪攸兒的兒子，在他的舅舅死於1029年後成為卡斯蒂利亚伯爵。後來在1037年打敗了他的大舅子取得了萊昂王國，他便成為了萊昂與卡斯蒂利亚的國王。1056年，他更加冕自己為全西班牙皇帝。
斐迪南年僅十二歲時便登上爵位。當時的卡斯蒂利亚伯爵加西亚·桑切斯正要與萊昂國王贝尔穆多三世的妹妹桑查結婚，婚禮的地點在萊昂的聖若翰洗者教堂。當他正進入教堂的時候，卻被一幫遭到放逐的卡斯蒂利亚貴族暗殺。納瓦拉的桑喬三世作為卡斯蒂利亚的宗主，任命他的幼子斐迪南（母親為已故加西亞的姐妹）為繼任者。他更安排斐迪南與加西亞原先的未婚妻萊昂的桑查結婚。
在他的父親死後，斐迪南繼續出任卡斯蒂利亞伯爵，同時他改承認他的大舅子貝爾穆多三世為宗主，但他們後來撕破臉了，在1037年9月4日的塔馬倫戰役中，斐迪南殺死了貝爾穆多。因為妻子是萊昂的繼承人，他成功的得到了萊昂的領土，隔年他便加冕自己為萊昂與卡斯蒂利亚國王。他佔領了摩爾人控制的部分加利西亞，並建立了一個在現今葡萄牙北部的一個附庸伯國。隨著伊比利半島北部的穩固，在1039年，斐迪南聲稱自己是西班牙的皇帝，1055年，此舉引起神聖羅馬皇帝亨利三世和教宗维克托二世的不滿，原因是隱射性的宣稱自己是全基督教世界的領導者，以及篡奪羅馬帝國。但並非如此，更深遠的意義是使萊昂的主權成為伊比利亞半島上眾諸侯的主要代表。斐迪南的兄弟納瓦拉的加西亚·桑切斯三世和阿拉貢的拉米罗一世皆反抗他的權利，但兩人均在隨後的戰爭中戰死，留下斐迪南一人獨霸。
1065年6月24日，聖若翰洗者日，斐迪南去世於萊昂，在許多熱心虔誠的儀式後，他被安葬在聖依西多羅教堂。他的遺體被穿上了一套僧侶的長袍，安放在被灰燼覆蓋的靈柩中，靈柩兩旁是他的皇冠以及皇室衣缽。在他死後，斐迪南將他的王國分封給他的三個兒子，長子桑喬獲封卡斯蒂利亚，而次子阿方索得到萊昂，幼子加西亞則接收其父親從萊昂分離出來的加利西亞。斐迪南的兩個女兒也各自得到了一座城市：埃爾維拉得到托羅，烏拉卡得到薩莫拉。透過分封領土，斐迪南對他的兒女們寄予厚望，希望他們能各自維持領土，但在他死後不久，他的初衷就未能實現了，桑喬與阿方索很快的將目標指向他們的弟弟加西亞，在瓜分加利西亞後，兩人又相互爭鬥，直到桑喬取得勝利後，1072年才又短暫的將他父親的領土維持在一個王國之下。然而桑喬在同一年被殺了，王位回到了他的弟弟阿方索的手中。